# کنز
کنز (به آلمانی: Kneese) یک شهر در آلمان است که در نوردوست‌مکلنبورگ واقع شده‌است. کنز ۳۴۶ نفر جمعیت دارد.